# Studierendenwerk Darmstadt
Koordinaten: 49° 52′ 32″ N, 8° 39′ 27,4″ O

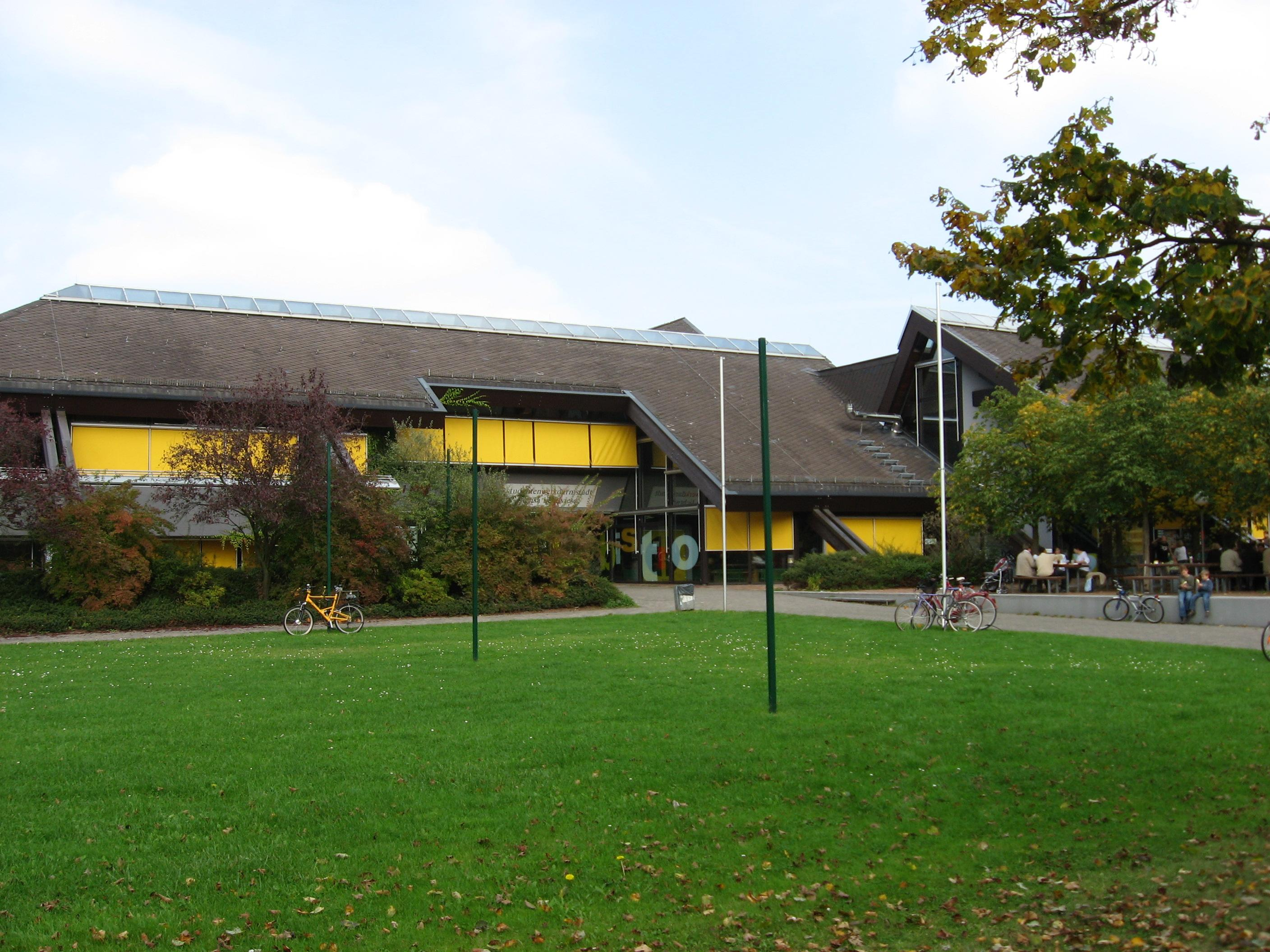
Mensa an der Technischen Universität Darmstadt am Standort Lichtwiese

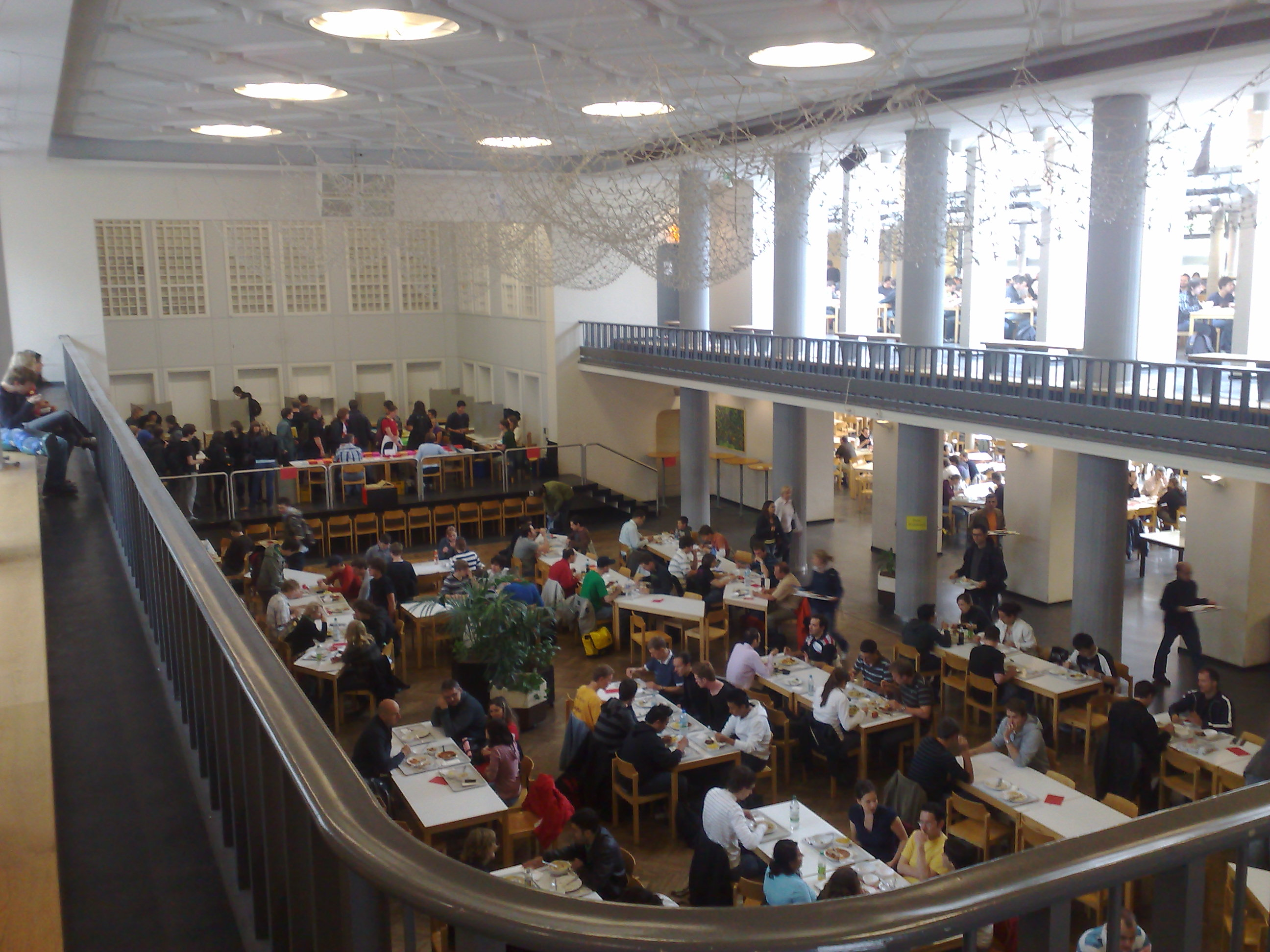
Innenraum der Otto-Berndt-Halle

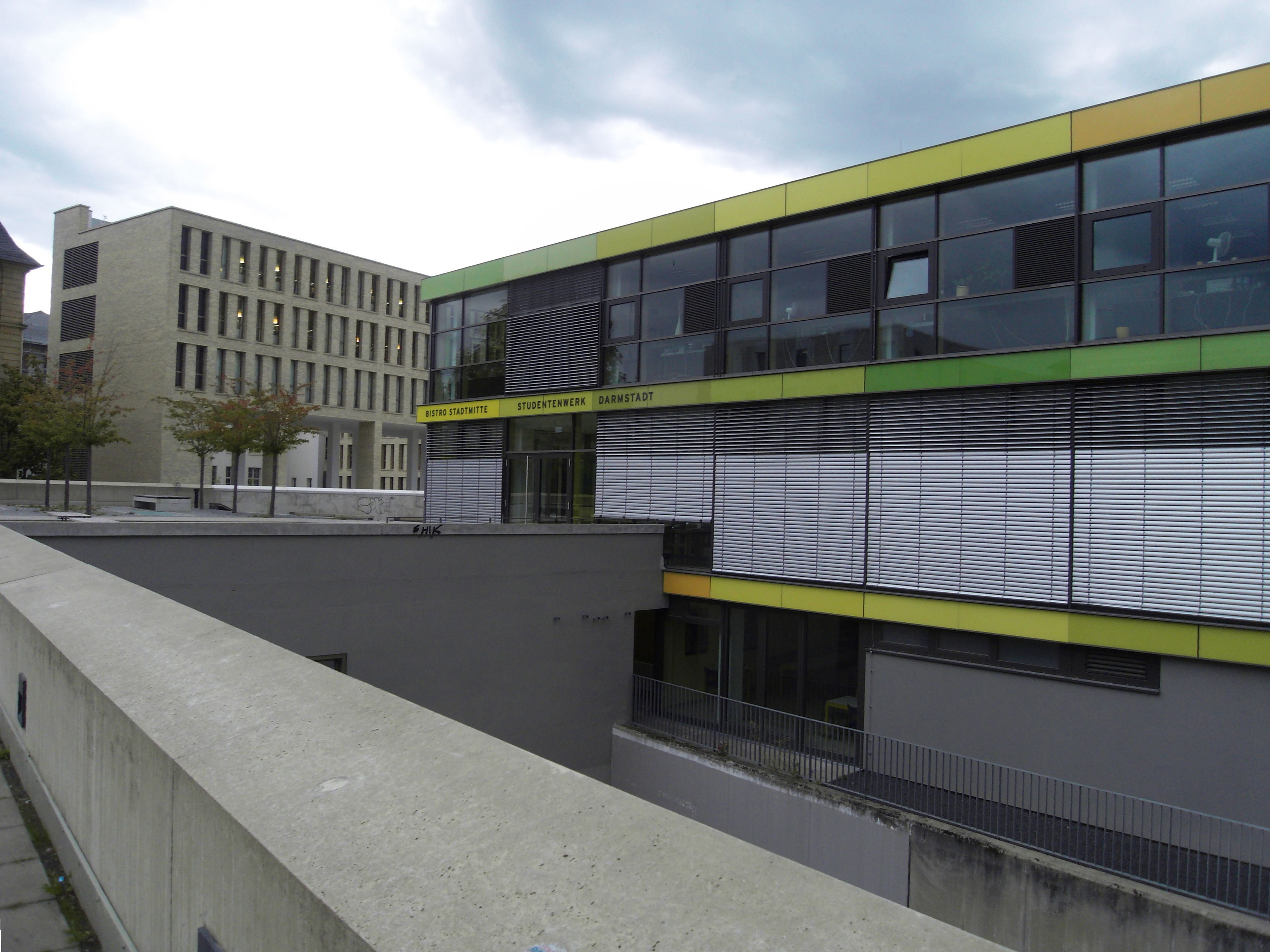
Bistro Stadtmitte Studentenwerk Darmstadt

Das Studierendenwerk Darmstadt ist ein Studentenwerk zur gemeinnützigen Förderung der Studierenden der Technischen Universität Darmstadt und der Hochschule Darmstadt. Es ist eine rechtsfähige Anstalt des öffentlichen Rechts
und wurde im Jahr 1921 unter dem Namen „Studentische Wirtschaftshilfe Darmstadt e. V.“ gegründet.
Außerdem ist es Mitglied des Dachverbandes Deutsches Studierendenwerk.

## Aufgaben

### Mensen
Das Studierendenwerk betreibt insgesamt fünf Mensen. Zwei davon befinden sich beim Campus der Hochschule Darmstadt, eine in der am Campus Stadtmitte (Teile davon in der Otto-Berndt-Halle) und eine am Campus Lichtwiese der Technischen Universität Darmstadt. Außerdem befindet sich eine Mensa am Campus in Dieburg der Hochschule Darmstadt. Zu den Mensen selbst gehören noch Bistros, die sich teilweise auch in anderen Gebäuden befinden können.
Es werden jährlich ungefähr 1.300.000 Mahlzeiten bereitgestellt.

### Wohnanlagen
Insgesamt bietet das Studierendenwerk Darmstadt aktuell (2015) 2534 Bettenplätze in 9 Wohnanlagen an.
Die größte Wohnanlage bildet der Karlshof, der über 11 Gebäude verteilt 950 Zimmer in Wohngemeinschaften besitzt.
Der Karlshof ist einer der Drehorte des Films 13 Semester.

### Studienfinanzierung
Ca. 6000 Studierende erhalten über das Studierendenwerk Darmstadt ihr BAföG,
da in Deutschland, mit Ausnahme von Rheinland-Pfalz die Studentenwerke am Hochschulort für die Antragsstellung zuständig ist.

### Beratung
Das Studierendenwerk bietet Beratungen zu Rechts- und Sozialthemen an. Außerdem gibt es eine Psychotherapeutische Beratungsstelle.

### Interkulturelles
Der Bereich bietet Workshops, Coaching, Orientierung und Veranstaltungen an. Das Interkulturelle Tutoren Team des Studierendenwerks organisiert Events, Firmenbesichtigungen, Weiterbildungen und hilft internationalen Studierenden bei organisatorischen Fragestellungen.

## Finanzierung
Finanziert wird das Studierendenwerk nur zu 64 % durch eigene Erlöse. 23 % kommt durch die Semesterbeiträge, in Höhe von 80 Euro pro Semester, der Studierenden der beiden Hochschulen zustande.
8 % kommen durch Landeszuschüsse durch das Hessische Ministerium für Wissenschaft und Kunst und die restlichen 5 % durch Aufwandsentschädigungen für die BAföG-Abwicklung vom gleichen Ministerium zustande.